# 雷様剣士ダイジ
『雷様剣士ダイジ』（らいさまけんしダイジ）は、2014年4月から2019年3月まで放送された特撮番組のタイトル、および作中に登場する等身大変身ヒーローの名称。本項目では続編にあたる『万象光神ヤコウ』（ばんしょうこうしんヤコウ）および『真・雷様剣士ダイジ』（しん・らいさまけんしダイジ）についても解説する。 

## 概要
2014年、とちぎテレビにて開局15周年記念番組として製作され、4月7日より放送開始。番組名で劇中の主人公の名前にもなっている『雷様』は宇都宮名物の雷から付けられ、『ダイジ』には栃木弁の「だいじ（大丈夫の意）」と「大事（大切）」のダブルミーニングが込められている。
従来の特撮ヒーロー作品のように悪役を倒すのではなく、改心させながら、栃木県の食や文化を紹介していくのが特徴。クッキング戦士クックマンや栃木のご当地キャラクターも毎回登場している。企画にはとちぎテレビだけでなく、作新大学が参加、宇都宮アート&スポーツ専門学校も声優やスーツアクターとして参加。ナレーションをU字工事の益子卓郎が務め、題字を「美人すぎる書道家」として注目を浴びる涼風花が手掛けた。
また、栃木県内のご当地アイドルのメンバーがヒロインとして出演する等、話題を集めた。
当初は全26話で完結する予定だったが人気を博したため、群馬県・茨城県を舞台にした特別編4本が製作されたのち、第3クール以降も放送が継続されることが決定。2018年3月に終了するまで、4年間で200話が放送された。
同年4月以降は『ぎょうたん・ひょごるのお散歩日記』と題した総集編を放映、7月よりリニューアルされた続編『万象光神ヤコウ』としてスタートするも、わずか17週で打ち切りとなり、同作を引き継ぐ形で新シリーズ『真・雷様剣士ダイジ』が放送開始。
2019年3月にとちぎテレビでの放送終了。公式ホームページとYoutube専用チャンネルにてweb動画配信サービスに切り替え39話までが製作された。

## ストーリー
遥か昔、栃木県は『下毛野（しもつけの）』と呼ばれ、日本有数の霊的エネルギーが集中している場所、超パワーゾーンであった。この地に住んでいた霊獣は超エネルギーを奪い合い、果てしなき戦いを繰り広げていた。やがて時は流れ、下毛野は『下野野』、そして『栃木県』となり、霊獣たちは平和を愛する精霊・こめらとなった。しかし、突如として出現した謎の鬼・鬼怒乱（きどら）が出現し、こめらを再び霊獣に変え、その力を手にしようと企んでいた。その野望を阻むべく、我らがヒーロー「雷様剣士ダイジ」が立ち上がった!!

## 登場人物
雷様剣士ダイジ
主人公。青い甲冑と栃木弁が特徴。
栃木の名物料理を食べることでパワーアップする。なお食事の際には甲冑の口部分だけ外れる。
武器は『陽明丸（ようめいまる）』で、必殺技は刀身から放った光で邪気を祓う『ライトニングソード』。
名前の由来は栃木弁の『だいじ（大丈夫、の意）』から。
第1作の最終回で鬼怒乱を打ち果たした後眠りにつくが、続編の最終回で危機に陥ったヤコウを救う為再登場する。
猫介
日光東照宮の眠り猫のこめら。結城紬の帽子とハンチングがトレードマークで、語尾に「○○ニャ」と付けて喋る。
実は彼こそがダイジの正体であった。『真』には未登場（変身場面がない）。
ひょごらんからはしばしば「デカ猫」、「ゆる猫」と呼ばれる。
とちおとめ姫
最初にダイジが共に旅をしたヒロインで、とちおとめのこめら。
以降の姫と違い固有の名前が無い為、猫介たちからは「姫ちゃん」「姫殿」と呼ばれる。当初ダイジが猫介であることを知らなかった。
13話にてこめらパワーを失い、ソラに後を託し眠りについた。
スカイベリー姫 ソラ
13話よりとちおとめ姫に代わってダイジと旅をすることになった、スカイベリーのこめら。
やんちゃで活発な性格。得意技は「闘魂注入」。
47話にてこめらパワーを使い果たし、さくら市にて眠りにつく。
その後、79話にてテンテンが彼女に化けた偽者が登場し、続く80話では瓜二つの女子高生・愛結が登場した。
アユ
ソラがこめらパワーを失った為、普通の人間となった姿。
普段は県内を中心に活躍するアイドル『Lovin&S』として活動している。
スカイベリー姫 ユメ
17話より登場したスカイベリーのこめらで、ソラの姉。
優しくしっかり者だが、割と自由人な部分もある。
48話にてソラが眠りにつくと、彼女の目覚めを待つ為にさくら市に留まり、猫介と別れる。
その後、79・80話にて再登場。「優しさ」の栃木力を与えた。
ミユ
ユメがこめらパワーを失った為、普通の人間となった姿。
アユ同様、普段は県内を中心に活躍するアイドル『Lovin&S』として活動している。
下野 愛 / とちおとめ姫 愛
48話より登場。元々は日光に住む普通の女子中学生だったが、内に秘めた力をひょごるに狙われて、ダイジに救われた。
猫介やぎょうたんと共に県内各地を巡りながら歴代の姫の想いに触れ、52話にて3代目の姫として覚醒する。
何らかの原因で力を失うと変身が解け、元の姿に戻ってしまう。鬼怒羅の呪縛から栃木の全てのこめらを救うために力をほぼ使い切り、最終回でテンテンに彼女を救うために力を奪われ、姫の記憶を失い元の人間に戻る。
イチコ
78話より登場したこめらで、『日光の秘宝』が人間の少女の姿に変身した姿。
いちごをモチーフにしたような格好をしていたことからイチコと名乗るが、本人いわく「別にどんな姿にでもなれる」との事。
猫介からは「いっちゃん」と呼ばれる。
ブローチに消えた愛を救う為、猫介と共に「5つの栃木力」を探す。
84話にて愛が目覚めると、再び杖に戻った。
ぎょうたん
宇都宮餃子のこめら。正義感と餃子への愛は誰にも負けない。必殺技は額のニラのパワーのニラフラッシュ。意外に強い。
『ヤコウ』では副主人公的な役割を果たす。
クッキング戦士クックマン
実在する栃木県のご当地キャラクターで、番組では自称『栃木料理のこめら』として登場する。初期クールでは毎回モブで登場していた。
ダイジ達に情報を提供するが、どちらかというと猫介と遊ぶために出てきたり、更に特に役に立たないのでヒーローだと思われていない。
篠原 宣義
実在のシンガーソングライターで番組の主題歌も担当している。
78話で劇中に登場し、「勇気の栃木力」を猫介に授けた。
アトラクションでは、鬼怒羅たちに操られ『悪原』としてダイジと敵対することも多い。
カケルンダー仙人
2016年3月のイベントに登場したキャラクターで、その後本編第116話にも登場。
修行のため、ぎょうたんの紹介で猫介と出会った仙人。
食に関しては詳しいが、戦闘に関しては専門外。しかし、彼の教えは新たな必殺技を生み出すことに繋がった。
演じたのは株式会社フーディアの代表取締役社長で『ご飯にかけるギョーザ』等を生み出した食品プロデューサーの白浜一久。
猿丸
28話より登場した、猿のこめら。古臭い栃木を壊し、自分の手で作り変えるという野望を持つ。
36話で彼がイゴウに変身していたことが判明する。
ひょごる三人衆と組んでいた時期もあり、その時期は三人を仲間として大切にしていた。
最終回で眠りにつくが、『真』の第9話で再登場。
太陽剣士（たいようけんし）イゴウ
35話より登場した、ダイジをライバル視する赤い戦士。
当初は鬼怒乱に手を貸していたが、自分の手でダイジを倒すべく離反する。
その後はダイジと敵対・共闘を繰り返すが、最終的に彼と力を合わせて鬼怒乱を打ち果たした。
名前の由来は「行こう」の栃木訛り。
陰神 鬼怒乱（いんがみ きどら）
栃木の支配を目論む邪悪な存在。ダイジによって倒されるも、幾度となく復活してダイジを苦しめる。
第1作の最終回でダイジに完全に倒されるが、その際に肉体から邪気が抜け出し、ひょごらんに憑依。
第2作の序章にて、玉藻前（たまものまえ）によって操られていたことが判明。同作の最終回で慈擁胎の器の力を使って復活を果たした。
ひょごる三人衆
リーダーで紅一点のひょごらん、ひょごった、ひょごろうから成る三人組の鬼。
ひょごらんは他の2名よりも格上の存在であり、彼らからは「姐御」と呼ばれて慕われている。
鬼怒乱の手下となって悪事を働くが、根っからの悪人ではなく、鬼怒乱に操られているだけであり、ダイジ1クール目の最後では鬼怒乱を倒す手助けまでするが、以後その時の記憶は消されている。
そのため、ダイジは彼らを倒したり殺したりする事はなく、必殺技で「悪意を払う」スタイルを取っている。
鬼怒乱が眠りについていた時期は「面白そうだから」という理由で猿丸に付き従っていた。
テンテン
鬼怒乱の手下で、誰にでも変身できる能力を持つ狐のこめら。
見た目は可愛らしいが、一時愛が消滅したとき嬉々とするなど、心根は相当な下衆で、また一時鬼怒乱の依り代になっていたため、鬼怒乱復活後も鬼怒乱の姿になることも可能であり、イゴウを牽制するために変身した際には鬼怒乱に知られ激怒される。
ダイジ最終回で力を使いすぎて限界になっていた愛を鬼怒乱の命で連れてくるも、完全に衰弱した状態で彼を浄化しようとし、昏倒しそうになった彼女の力を奪って助けた為、彼は鬼怒乱に始末されてしまった（結局、彼が愛を助けた事実は誰も知らない）。

## 用語集
こめら
かつて栃木県内に棲息していた霊獣が大封印によって姿を変え、妖精となったもの。
劇中では、主に栃木県内の実在するゆるキャラや地方自治体のマスコットがこめらとして登場している。
力を他人に与える、または奪われる等で失うと眠りについてしまう。
人間が覚醒することでこめらになる場合や、逆に人間になる場合もある。
大封印
かつて戦国の世を制した徳川家康が、日光に東照宮を建築することで霊的エネルギーを封印し、霊獣たちの力を止めたこと。
日光の秘宝
日光東照宮に眠っていた、徳川幕府400年の秘宝で杖の形状をしている。
61〜64話にて展開された激しい争奪戦の末に猫介たちの手に渡り、以後は愛が使用することになる。
愛のパワーを増幅させることができ、力を失ったこめら達を幾度と救った。
愛がブローチに閉じ込められていた間は少女の姿に化身し、猫介と共に栃木力を集めた。

## 出演者

### レギュラー出演者
- とちおとめ姫：高瀬くるみ（第1 - 13話）[注釈 4]
- スカイベリー姫ソラ / アユ、愛結：愛結（Lovin&S）（第13 - 20、22 - 47、79、80話）[注釈 5]
- スカイベリー姫ユメ / ミユ：美優（Lovin&S）（第17 - 47、79、80話）[注釈 6]
- 下野 愛 / とちおとめ姫 愛：神山典杏（第48 -78、 84 - 200話）
- イチコ：高瀬しのは（第78 - 84話）[注釈 7]

### 声の出演
- 雷様剣士ダイジ：菊池元男
- 猫介：鈴木佑奈（第1 - 47話）→日暮美沙子（第48 - 200話）
- ぎょうたん：樋口明華
- 猿丸：榎本くるみ
- クックマン、ひょごった：岸本浩嗣
- ひょごらん：角屋香澄（第1作）→榎本くるみ（『ヤコウ』、『真』第1 - 8話）→常盤美妃（『真』第9話 -）
- ひょごろう：坂本哲也
- テンテン：常盤美妃
- ナレーション：嶋均三
- OPナレーション：益子卓郎（第1 - 27話）

### 主なゲスト出演者
括弧内は登場した話数。
- 那須ブラーゼン（18話）
- 栃木ブレックス（22話）
- 涼風花（35、85話）
- いくみ（Jelly Beans）（38話）[注釈 8]
- ことみ（Jelly Beans）（38話）[注釈 8]
- 渡良瀬橋43（44話）
- 歌う海賊団ッ！（57話）
- ザ・たっち（81話）
- 福田富一（83、84話）

## スタッフ
- 監督 - 菊池元男
- 企画 - 外山雄大、菊池元男、岡山裕大、作新学院大学
- シリーズ構成、脚本 - 垣東充生
- 題字 - 涼風花
- 撮影監督 - 大澤崇久
- 殺陣指導 - 速水啓二
- 栃木弁監修 -  嶋均三
- デザイン・CG - 柏崎裕司、柏崎真也、小林隆則、青柳徹、hidechi
- 衣装・造型 - ボッケモンプロ、ラビット・テイル、櫻井江利子、佐藤有美子
- 音楽監督 - 中尾昌史
- 音楽 - 007 Colors
- 演出 - 冨本修司
- 助監督 - 速水啓二
- 撮影 - 道川昭如、大塚明彦
- 音声 - 磯田一穂、篠崎友里絵
- 照明 - 石塚誠
- 編集 - 冨本修司
- MA・音響効果 - 金子竜彦
- 製作担当 - 坂入智広
- 製作進行 - 樋口明華、廣瀬沙亜弥
- ダンス振付 - O-chan
- 協力 - 作新学院大学、宇都宮アート&スポーツ専門学校、クックマン事務局、星ヶ宮Art Product、株式会社杉山広告社、有限会社ARC.MUSIC、M sweet promotion
- 顧問 - 宇都宮中央法律事務所、押久保政彦国際商標特許事務所
- プロデューサー - 岡山克彦、星野高章、大澤崇久
- 製作・著作 - 雷様剣士ダイジ製作委員会

## 放映リスト
サブタイトルにはその回の舞台となった市町村が表記されている。
とちおとめ姫編
第1話『ダイジ参上 〜宇都宮市〜』
第2話『宇都宮餃子は日本一! 〜宇都宮市〜』
第3話『伝説は湯気の向こうに 〜佐野市〜』
第4話『とられたら、とりかえせ! 〜佐野市〜』
第5話『足利学校の謎 〜足利市〜』
第6話『ないしょの花園 〜足利市〜』
第7話『ダイジのヒミツ 〜益子町〜』
第8話『牧場で大ピンチ! 〜那須塩原市〜』
第9話『守れ!温泉マナー 〜那須塩原市〜』
第10話『消えたジャガイモ! 〜栃木市〜』
第11話『鬼怒乱の罠! 〜栃木市〜』
第12話『ブローチをとりかえせ! 〜栃木市〜』
第13話『いちごのお姫さま 〜真岡市〜』
スカイベリー姫編
第14話『美肌になっちゃう! 〜さくら市〜』
第15話『鬼怒乱復活! 〜那須烏山市〜』
第16話『大田原のヒーロー! 〜大田原市〜』
第17話『栃木のみんなのスカイドリーム! 〜那須町〜』
第18話『姫たちの休日 〜那須町〜』
第19話『お花のラビリンス 〜野木町〜』
第20話『ヤナこった 〜那珂川町〜』
第21話『スタンドバイミー 〜鹿沼市〜』
第22話『バスケがしたいです! 〜鹿沼市〜』
第23話『ひょごるたち 〜塩谷町〜』
第24話『とちぎのみんなの夕顔を守る! 〜下野市〜』
第25話『日光で大勝負 〜日光市〜』
第26話『みんなの笑顔がダイジ 〜日光市〜』
特別編1『群馬県にやってきた！』
特別編2『君色に染まれ！』
特別編3『茨城県に参上！』
特別編4『あこがれの海』
第27話『帰ってきた県民ヒーロー! 〜宇都宮市〜』
第28話『試されるギョウザ愛 〜宇都宮市〜』
第29話『元気あっぷで気合い十分! 〜高根沢町〜』
第30話『紅葉狩りに行こうよ! 〜矢板市〜』
第31話『ソラ雪姫? 〜矢板市〜』
第32話『みんなのミライのために! 〜壬生町〜』
第33話『つむぐ力 〜小山市〜』
第34話『開運招来だぁ～! 〜小山市〜』
第35話『波乱の年明け!? 〜日光市〜』
第36話『これだけはユズれない! 〜茂木町〜』
第37話『私達をスキーに連れてって 〜那須塩原市〜』
第38話『願いは叶う!! 〜芳賀町〜』
第39話『一字違いで大違い! 〜佐野市〜』
第40話『バレンタインだよ! 〜下野市〜』
第41話『なくなっちゃったー! 〜上三川町〜』
第42話『気になるアイツ! 〜栃木市〜』
第43話『乱戦の予感… 〜市貝町〜』
第44話『白球を追いかけろ! 〜足利市〜』
第45話『悪鬼再び 〜真岡市〜』
第46話『ユメのかなた 〜さくら市〜』
第47話『蒼天に広がるユメ 〜さくら市〜』
とちおとめ姫 愛編
第48話『出会いの季節 〜日光市〜』
第49話『私は姫? 〜日光市〜』
第50話『益子の思い出 〜益子町〜』
第51話『大田原のソラ 〜大田原市〜』
第52話『海無し県の水族館 〜大田原市〜』
第53話『パワーオブラブ 〜那須烏山市〜』
第54話『ザ・モンキーワールド 〜那須町〜』
第55話『お花の気持ち 〜鹿沼市〜』
第56話『とってもミリョク的! 〜壬生町〜』
第57話『パイレーツオブ海無し県 〜宇都宮市〜』
第58話『防災はダイジだよ! 〜宇都宮市〜』
第59話『愛、たんたんと。 〜高根沢町〜』
第60話『星ふる町 〜塩谷町〜』
第61話『400年の秘宝 〜日光市〜』
第62話『どうもありがとう 〜日光市〜』
第63話『夏のダイジな過ごし方 〜日光市〜』
第64話『400年、その先に 〜日光市〜』
第65話『B級グルメ万歳! 〜上三川町〜』
第66話『お盆だよ!どまんなか集合! 〜佐野市〜』
第67話『最高の夏休み 〜那須塩原市〜』
第68話『アツい!アツ過ぎるわ! 〜野木町〜』
第69話『県北で南国!? 〜那珂川町〜』
第70話『祭りだわっしょい! 〜矢板市〜』
第71話『ヤナ予感 〜茂木町〜』
第72話『ひょごる大作戦 〜茂木町〜』
第73話『サシバへの差し金 〜市貝町〜』
第74話『ダイジ敗れる!? 〜真岡市〜』
第75話『ダイジ参上 〜宇都宮市〜』
第76話『まさかの… 〜真岡市〜』
第77話『愛がダイジ! 〜芳賀町〜』
第78話『愛と勇気! 〜宇都宮市〜』
第79話『夢を諦めるな! 〜さくら市〜』
第80話『他人のそら似? 〜さくら市〜』
第81話『笑顔にふれる 〜下野市〜』
第82話『努力・友情・勝利!! 〜宇都宮市〜』
第83話『愛を取り戻せ!（前編） 〜宇都宮市〜』
第84話『愛を取り戻せ!（後編） 〜宇都宮市〜』
第85話『ダイジな年末 〜日光市〜』
第86話『明けましておめでとう 〜高根沢町〜』
第87話『クッキング戦士、永遠に…』
第88話『ココロもカラダもあたたまる 〜那須塩原市〜』
第89話『イッツアニュージンジャー 〜栃木市〜』
第90話『福は内!鬼は? 〜栃木市〜』
第91話『甘い?苦い? 〜小山市〜』
第92話『スキ?キライ? 〜那須町〜』
第93話『氷上の格闘技！ 〜日光〜』
第94話『セイブザワールド 〜日光市〜』
第95話『クッキーングバトル 〜足利市〜』
第96話『おもちゃのまちで 〜壬生町〜』
第97話『過去と未来 〜下野市〜』
第98話『冒険はつづく 〜さくら市〜』
第99話『餃子から始まる冒険 〜宇都宮市〜』
第100話『広がる不安と捨てない希望! 〜宇都宮市〜』
第101話『こでらんゲージをためろ！ 〜矢板市〜』
第102話『グルメは永久! 〜那珂川町〜』
第103話『とってもダイジなもの 〜那須塩原市〜』
第104話『三度目の黒チャーハン 〜上三川町〜』
第105話『恐怖!電波ジャックの巻!! 〜宇都宮市〜』
第106話『オカマ大戦争!? 〜益子町〜』
第107話『イチゴづくし! 〜真岡市〜』
第108話『アタック1番だべ! 〜宇都宮市〜』
第109話『再びこの栃木に闇が… 〜塩谷町〜』
第110話『力を合わせて 〜大田原市〜』
第111話『眠り猫のこめら、猫介 〜日光市〜』
第112話『逃げのびて湯西川 〜日光市〜』
第113話『このままじゃいけない! 〜鹿沼市〜』
第114話『モンキートレーニング 〜佐野市〜』
第115話『希望の光 〜宇都宮市〜』
第116話『敵か味方か!謎の仙人現る! 〜宇都宮市〜』
第117話『とちぎの自然とみんなの笑顔 〜栃木市〜』
第118話『小悪魔の罠 〜那須塩原市〜』
第119話『ヒーローVSヒーロー 〜市貝町〜』
第120話『日々修行 〜茂木町〜』
第121話『ひまわり迷路で修行だ! 〜野木町〜』
第122話『鮎と勝負!! 〜那須烏山市〜』

## 主題歌・挿入歌

### オープニングテーマ
「蒼のLegend」（第1 - 98話）
作詞：櫻岡美紀/ 作曲：篠原宣義 / 編曲：中尾晶史 / 歌：篠原宣義

「GROWING UP」（第99 - 200話）
作詞：櫻岡美紀/ 作曲：篠原宣義 / 編曲：南俊介 / 歌：篠原宣義

### エンディングテーマ
「Furi Furi」
作詞・作曲：櫻岡美紀 / 編曲：中尾晶史 / 歌：Pearl＆篠原宣義withダイジ・プロジェクト
映像は県内の観光地でダイジ達がダンスをするものとなっている。
軽快で覚えやすい振り付けとなっており、かつては振り付けをレクチャーした動画もYOUTUBEにて公開されていた。
28話から47話までは2番の歌詞が使用された。

## ぎょうたん・ひょごるのお散歩日記
2018年4月より、『万象光神ヤコウ』の放送開始までの繋ぎとして、6月まで放送された総集編。新規映像を交えつつ、とちおとめ姫 愛との出会い（48話）から最終決戦までをダイジェストで振り返る。最後の2週には序章と題した新番組に繋がるエピソードが前後編で放映された。
新規映像にはぎょうたん、ひょごった、ひょごろうの3名のみが登場し、タイトルの通り栃木県内の観光地を巡りながら戦いを回想するという形式となっている。
OP・EDは前作の後期バージョンの曲と映像をそのまま使用している。3月を持ってクックマン事務局が製作から外れた為、新規映像ではひょごったの声が変更されている。

## 雷様剣士ダイジ〜新記〜万象光神ヤコウ
2018年7月2日より放送開始した、雷様剣士ダイジの事実上の続編。スタッフは前作より一新され、前作とは一転して、シリアスで重厚なストーリーが展開されたが、「ヒロイン不在」「こめら未登場」「難解な用語や歌いにくい主題歌」等、前作からの極端な変化が不評を買い、14話の時点で打ち切りが決定。2018年10月の放送を持って終了した。ぎょうたん・ひょごる以外の前作のキャラクターは登場しなかったが、最終回にてダイジと鬼怒羅が再登場した。クックマン事務局に代わり、今作からは県内の劇団が製作に参加している。

### 新キャラクター
本作で初登場した者のみ取り上げる。
万象光神（ばんしょうこうしん）ヤコウ
本作の主人公。白色と紫色を基調としたカラーリングの甲冑がトレードマーク。
像に姿を変え長い眠りについていたが、栃木に再び危機が迫ったことを受け、現代に蘇った。
武器は『雷鳴丸（らいめいまる）』で、必殺技は刀身から放った雷で悪意を鎮める『ライトニングサンダー』。
最終話にて、復活した鬼怒羅に敗れたことから力不足を痛感し、ダイジに後を託し修行の旅に出た。
一人称は「私」であったり「俺」であったりと安定していない。
名前の由来は徳川家康の名を音読みしたもの。
天の海（あまのうみ）
ぎょうたんに語りかけ、彼をヤコウに引き合わせた魂だけの存在。
肉体は既に滅んでおり、勾玉を通じてヤコウやぎょうたんと交信が可能。
最終話で慈擁胎の欠片が奪われた後、そのままフェードアウトした。
名前の由来はヤコウ達を導く存在であることから、徳川家康の側近として江戸幕府を支えた天海僧正から。
玉藻前（たまものまえ）
平安時代末期に栃木県の支配を目論んだ玉藻前その人。
前作の最終回で鬼怒羅の肉体から抜け出した後、ひょごらんに憑依。
ひょごったとひょごらんに指令を出し、慈擁胎の欠片を集める。

### 放映リスト
平成仮面ライダー作品を踏襲し、1エピソード2話完結方式となっている（最終話を除く）。前作とは異なり、舞台となった市町村名はタイトルに表記されない。
第1話『ヤコウ降臨す! 前編』
第2話『ヤコウ降臨す! 後編』
第3話『ヤコウの記憶 前編』
第4話『ヤコウの記憶 後編』
第5話『光満つる雪 前編』
第6話『光満つる雪 後編』
第7話『欠片の謎 前編』
第8話『欠片の謎 後編』
第9話『慈擁胎を修復せよ! 前編』
第10話『慈擁胎を修復せよ! 後編』
第11話『ひょごるの逆襲 前編』
第12話『ひょごるの逆襲 後編』
第13話『秘めたる力 前編』
第14話『秘めたる力 後編』
第15話『神聖なる湧水 前編』
第16話『神聖なる湧水 後編』
最終話『ヤコウの危機、そして!?』

### 主題歌
オープニングテーマ
「紫玉の目醒」
作詞・作曲・編曲・歌 - 熊代光佑
本作の監督を務めた熊代により製作された。歌詞に古語を使う等和風を強く意識した曲となっている。
CDの発売やデジタル配信等はされなかった。
エンディングテーマ
「天晴!!とちぎのぎょうたん音頭」
作詞・作曲・編曲 - 熊代光佑 / 歌 -ぎょうたん＆プロジェクトヤコウオールスターズ
第2話から第16話まで使用された（最終話はインスト版が本編のエピローグで使用）
映像はマイクを持って歌うぎょうたんに、栃木の風景や名産品がバックに表示されている。

## 真・雷様剣士ダイジ
2018年10月29日より放映開始された現時点での最新シリーズ。ストーリーがシリアスかつ難解だった前作とは対照的に、ヒロインやこめらの復活等、原点回帰に努められている。
前作が当初の予定よりも早く打ち切られたため、急遽企画が進められ、前作の放送期間中に14話から新番組予告が行われている。
主題歌は前々作の後期オープニングテーマとエンディングテーマがそのまま使用されている。
前々作の2代目ヒロインとして出演していたLovin&Sの美優・愛結がメインヒロインとして再登板しているほか、本作より番組スポンサーとなった 日環グループのマスコットキャラクターが準レギュラーとして登場している。ただし、前々作でダイジの変身前だった猫介は登場せず、9話より再登場した猿丸もイゴウには変身しない等、不自然な点も散見される。
21話の放送を持ってとちぎテレビでの放映が終了し、以降は公式ホームページとYouTube専用チャンネルにてWEB動画配信サービスに切り替え配信されていたが、2019年8月17日に公開された39話を最後にエピソードの製作は停止している。同時にSNSの更新およびイベントの開催もなくなり、公式ホームページも消滅した。

### 新キャラクター
本作で初登場した者のみ取り上げる。いずれも番組スポンサーである日環グループのイメージキャラクターである。
ながーのん
13話より登場した、日環グループのロゴ入りの青いツナギを着た象のような姿をしたこめら。
丁寧な口調で、語尾に「○○のん」と付けて喋る。
甘いものを食べることでパワーアップし、鼻からひょごる達の悪意を吸い取って心を綺麗にする能力を持つ。
人間の少年に変身することもできる。
名前の由来は日環グループ社長の長野から。
ハイトラちゃん
21話より登場した、ながーのんの妹で、灰色の虎のような姿をしたこめら。
ながーのんと力を合わせることで、緑色の光線を発射する。
ナガノン
日環グループのキャラクターで、番組内では栃木の平和を守るために開発されたロボット兵器という設定。
新番組予告やOPで姿が公開され、13話で存在が言及されていたが、実際に登場したのは26話からとなる。
高い戦闘力を持っており、ミサイルを発射するほか、パンチやキック等の単純な攻撃もかなり強力。
名前の由来はながーのん同様、日環グループ社長の長野から。

### 放映リスト
今作より、舞台となった市町村名のタイトル表記が復活した。
第1話『アイドル出現！　～那須塩原市～』
第2話『オ・モ・テ・ナ・シ！　～芳賀町～』
第3話『芸術の秋を堪能するべ！　～益子町～』
第4話『壬生町ヒストリー！　～壬生町～』
第5話『作って踊ろう！　～茂木町～』
第6話『パワー全開　～高根沢町～』
第7話『地元のダイジなもの！　～さくら市～』
第8話『美味しいってスバラシイ！　～矢板市～』
第9話『聖なる復活！？　～那珂川町～』
第10話『新年のご挨拶！　～足利町～』
第11話『あっぱれ栃木弁！　～大田原市～』
第12話『謎の箱の結末！　～大田原市～』
第13話『新たなヒーロー？　～下野市～』
第14話『ダイジな修行！　～宇都宮市～』
第15話『修行の成果！　～佐野市～』
第16話『届け！私達の思い！　～上三川町～』
第17話『いちごパニック　～真岡市～』
第18話『舟をとり戻せ！　～栃木市～』
第19話『どういう事だ？　～野木町～』
第20話『ベルを鳴らそう！　～小山市～』
第21話『春だ！パンまつり！　～那須烏山市～』
第22話『ベリーベリーピンチ！　～鹿沼市～』
第23話『花のいろどりを楽しむべ！　～日光市～』
第24話『温泉マナーはダイジだ！　～日光市～』
第25話『彼女の能力！？　～市貝町～』
第26話『新たな仲間を救出せよ！　～宇都宮市～』
第27話『新たなパワーとの遭遇！　～塩谷町～』
第28話『アニマルパラダイス！　～那須町～』
第29話『駅前ぶらり散歩！　～高根沢町～』
第30話『ささやかな休日！　～益子町～』
第31話『女の闘い！　～上三川町～』
第32話『メルヘンは永遠！　～下野市～』
第33話『私達の腕前は？（前編）　～さくら市～』
第34話『私達の腕前は？（後編）　～さくら市～』
第35話『なんでやねん！　～宇都宮市～』
第36話『栃木のこでらんねー水族館　～大田原市～』
第37話『目指せ！正義の味方！　～壬生町～』
第38話『こめらを救え！（前編）　～矢板市～』
第39話『こめらを救え！（後編）　～矢板市～』

## 不祥事・事件・トラブル
2020年2月21日付で、プレカリアートユニオンブログにパワハラ被害を訴える記事が掲載され、番組のクリエイターが不当な雇用、労働環境があったことを訴えている。
また、同年7月22日にとちぎテレビに対し、製作会社であるプラグインの代表取締役と代理人弁護士並びに、クリエイターが加入する労組であるプレカリアートユニオンによる記者会見が栃木県の県政記者クラブにて行われ、その記事を掲載。2019年12月20日に宇都宮地方裁判所に製作会社はTV局側から優越的地位を濫用され、損失を押し付けられたと主張し、7075万7524円の損害賠償を請求する提訴していたことを明らかにしている。